# Chromatomyia horticola
Chromatomyia horticola är en tvåvingeart som beskrevs av Goureau 1851. Chromatomyia horticola ingår i släktet Chromatomyia och familjen minerarflugor. Arten är reproducerande i Sverige. Inga underarter finns listade i Catalogue of Life.